# جون فيليبس (عالم حيواني)
جون فيليبس (بالإنجليزية: John Phillips)‏ هو عالم حيوانات بريطاني، ولد في 13 يونيو 1933، وتوفي في 14 مارس 1987.